# グレーター・ナゴヤ・イニシアティブ

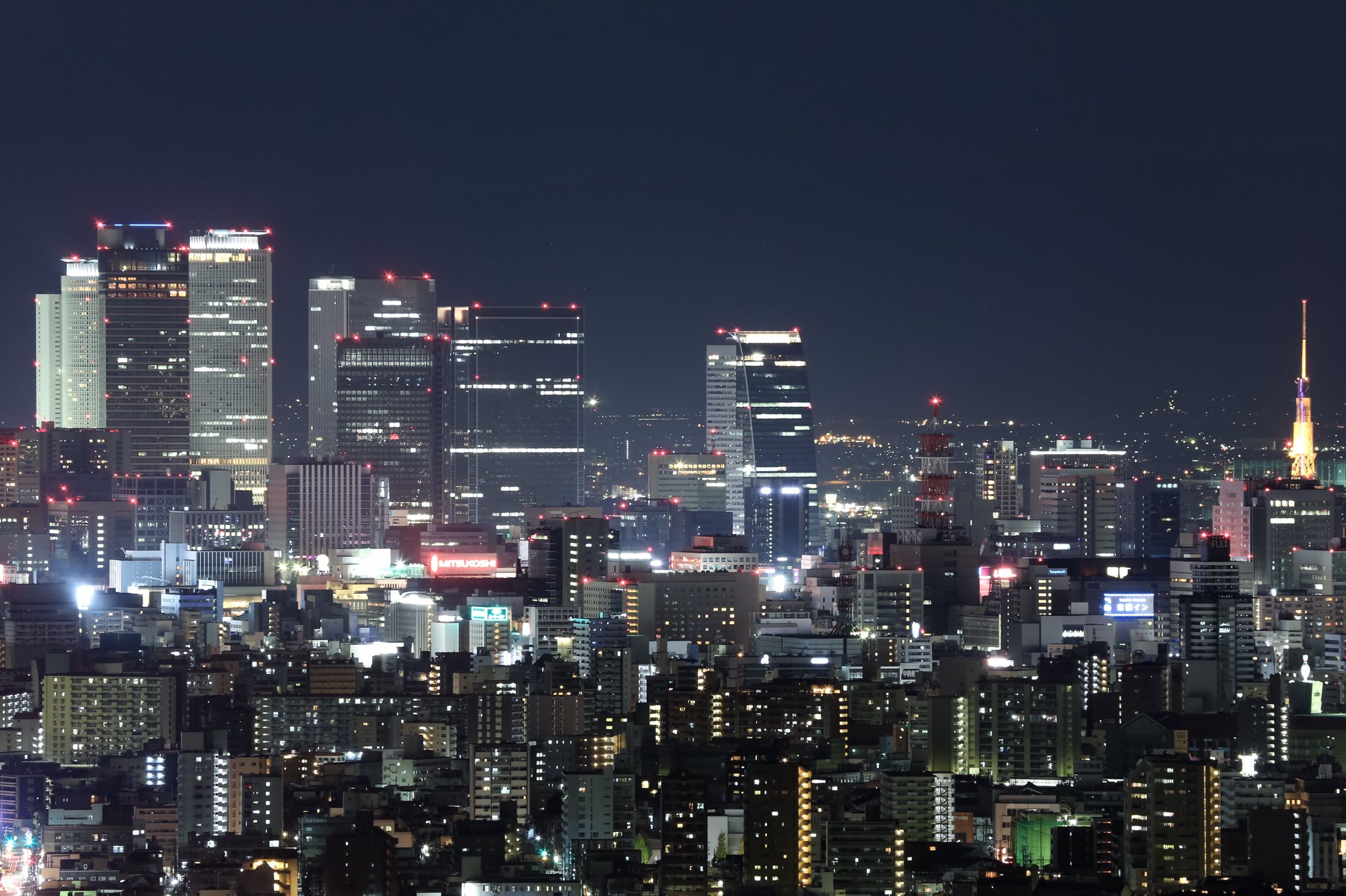
名古屋都心部

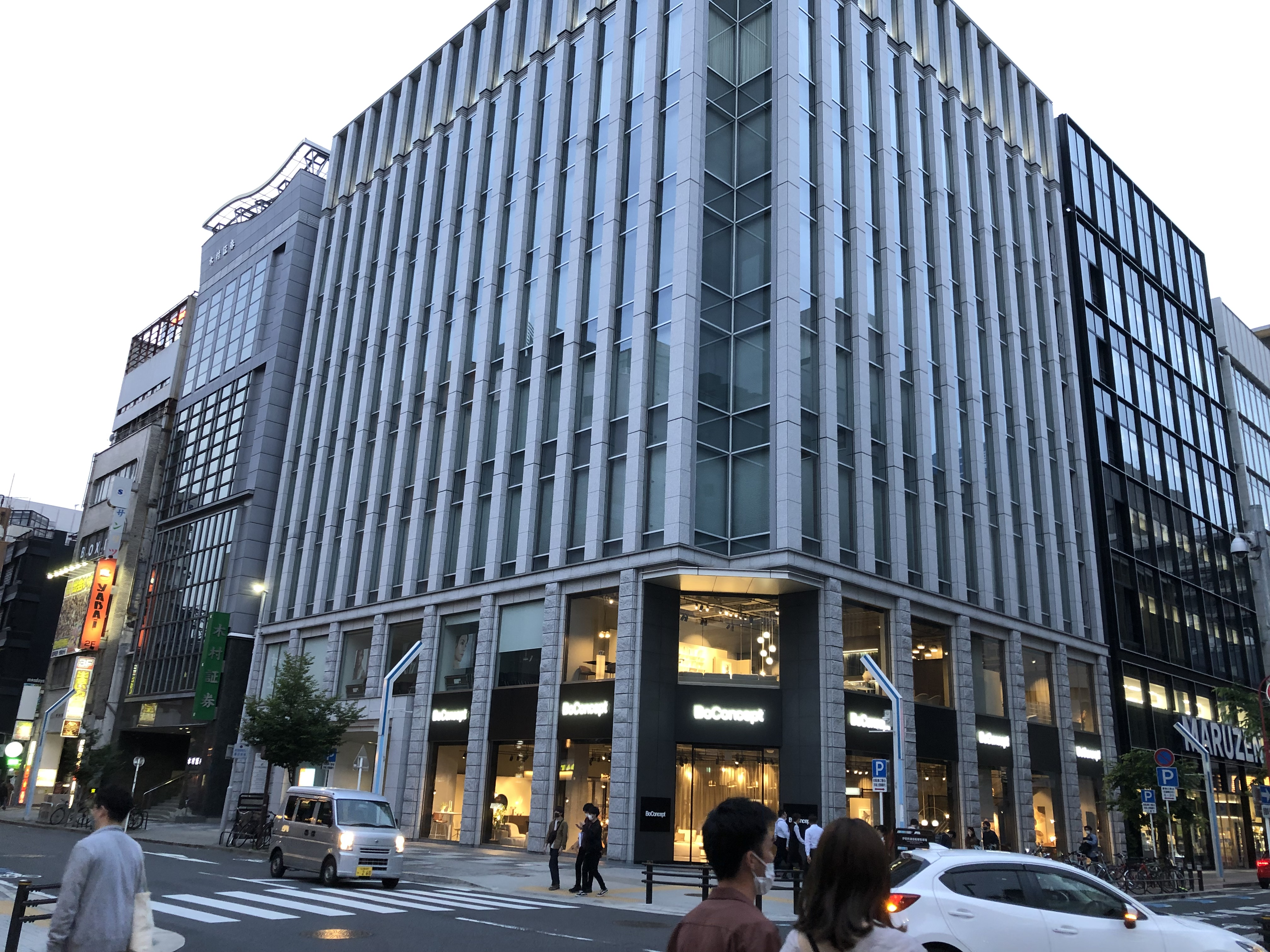
名古屋証券取引所

グレーター・ナゴヤ・イニシアティブ（Greater Nagoya Initiative、大名古屋経済圏）とは、域内の産業経済をより世界にオープンなものとして、世界から優れた企業・技術・人・情報を呼び込む事を目的とし、「グレーター・ナゴヤ」という統一ブランドの下、行政・産業界・大学・研究機関など官民が一体となって行うプロモーション活動、企業誘致活動。略称：GNI。

## 概要
日本初のモデルプロジェクトとして行われている。他には、「グレーター・ワシントン・イニシアティブ」、「グレーター・ロンドン・イニシアティブ」などがある。
中部経済産業局局長であった細川昌彦が「グレーター・ナゴヤ・イニシアティブ」構想を提言した事から始まった。

## 範囲
東京、大阪に並ぶ三大都市圏の中枢都市である名古屋を中心に、半径80kmから100kmを想定。ほぼ中京工業地帯に重なる。自動車、航空宇宙、鉄道車両、工作機械、電子機器などの多岐にわたる産業集積が国内で最も高い地域であり、
交通インフラも、国際空港の中部国際空港、スーパー中枢港湾の名古屋港、中日本の交通の要衝である名古屋駅、アジアハイウェイ1号線の東名高速道路･名神高速道路や大動脈の伊勢湾岸自動車道など、高度に整備されており、日本の貿易黒字の大部分を稼ぎ出す地域でもある。

## 推進
経済産業省中部経済産業局の局長細川昌彦を中心に、2004年7月にスタートした。
域内の産業界、行政機関などで構成されるグレーター・ナゴヤ・イニシアティブ・センター (GNIC) が推進母体。他には、中部経済産業局グレーター・ナゴヤ・イニシアティブ (GNI) 室など。
連携機関、3県、22市、10商工会議所、1経済団体連合会。
主な資金支援等は経済産業省と日本貿易振興機構 (JETRO) が連携して行う。
趣旨に賛同する海外企業との提携に関心のある組織（商社、製造業、研究機関など）で作るGNIパートナーズクラブのメンバーは360組織に上る。

## 歴史

### 沿革
- 2004年（平成16年）
  - 7月 - 初めての「大名古屋経済圏における対日投資戦略会議」開催。主催・経済産業省中部経済産業局。
  - 10月 - 経済産業省中部経済産業局内にグレーター・ナゴヤ・イニシアティブ推進チーム、事務局が置かれる。（中部科学技術センター）
- 2006年（平成18年）2月 - グレーター・ナゴヤ・イニシアティブ協議会設立（GNIC、グレーター・ナゴヤ・イニシアティブ・センター）。

### 主な活動
平成
- 2005年（平成17年）
  - 1月 - 中部国際空港（セントレア）の開港を記念して、外国企業を対象とした特別招聘プログラムを実施。
  - 5月 - 日米投資イニシアティブ対日投資促進セミナー開催。共同主催（経済産業省、他）。
- 2006年（平成18年）
  - 2月 - GNI-セントレア招へい事業2006「GNIシンポジウム」。
  - 7月 - 「グレーター・ナゴヤ・経済シンポジウム」の開催。
  - 11月 - サンフランシスコにおいて「GNIセミナー」を開催。
- 2007年（平成19年）1月 - グレーター・ナゴヤ クラスターフォーラム2007を開催。
- 2008年（平成20年）1月 - グレーター・ナゴヤ クラスターフォーラム2008を開催。
- 2009年（平成21年）2月 - グレーター・ナゴヤ クラスターフォーラム2009を開催。

令和
- 2019（令和元年）11月 - 対日直接投資会議（RBC）、グレーター・ナゴヤ・フォーラム2019を開催
- 2020（令和2年）2月 - GNI国際経済交流セミナー開催[2]。
- 2021（令和3年）10月 - 在大阪オランダ王国総領事館表敬訪問[3]

## 大学・研究機関

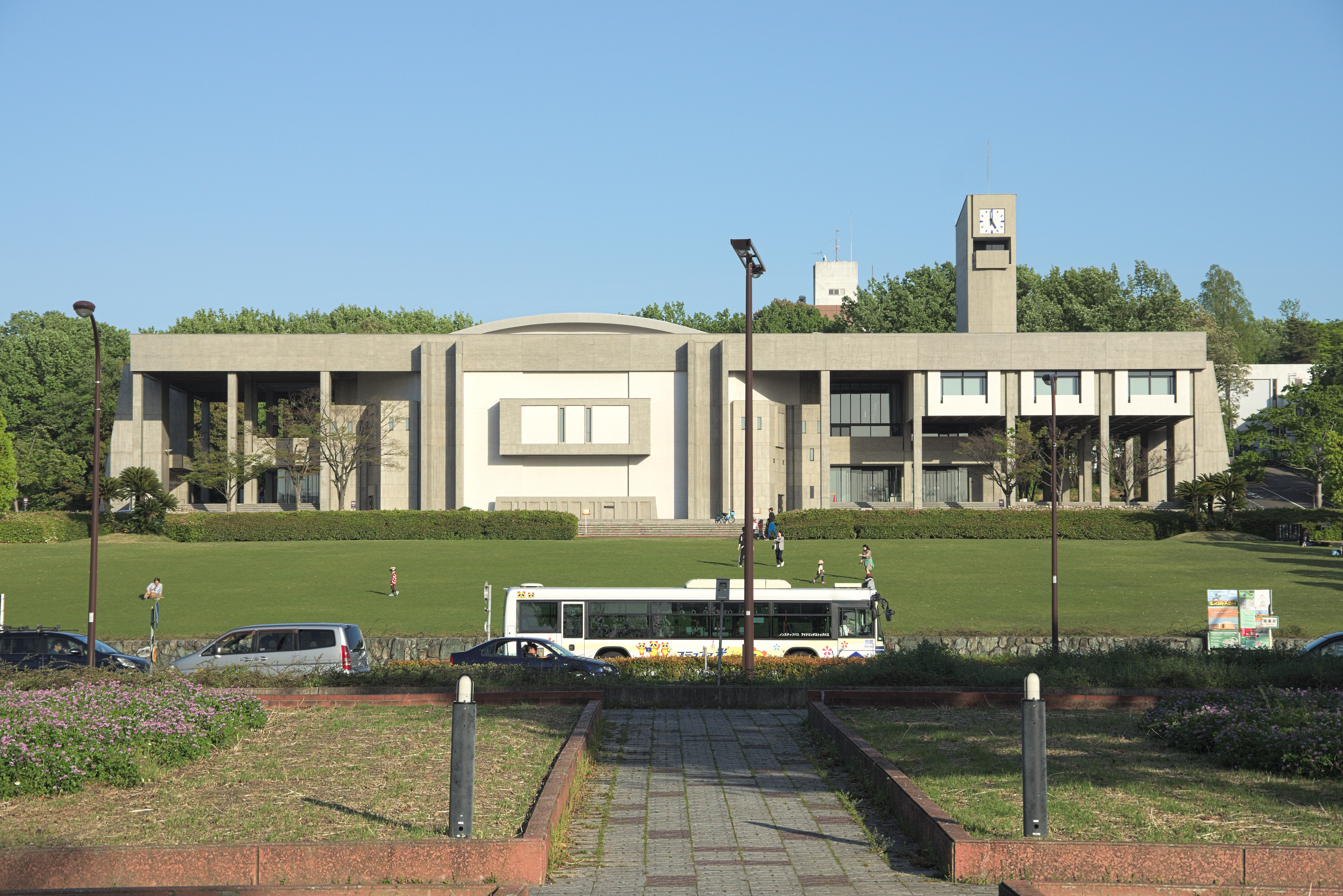
名古屋大学

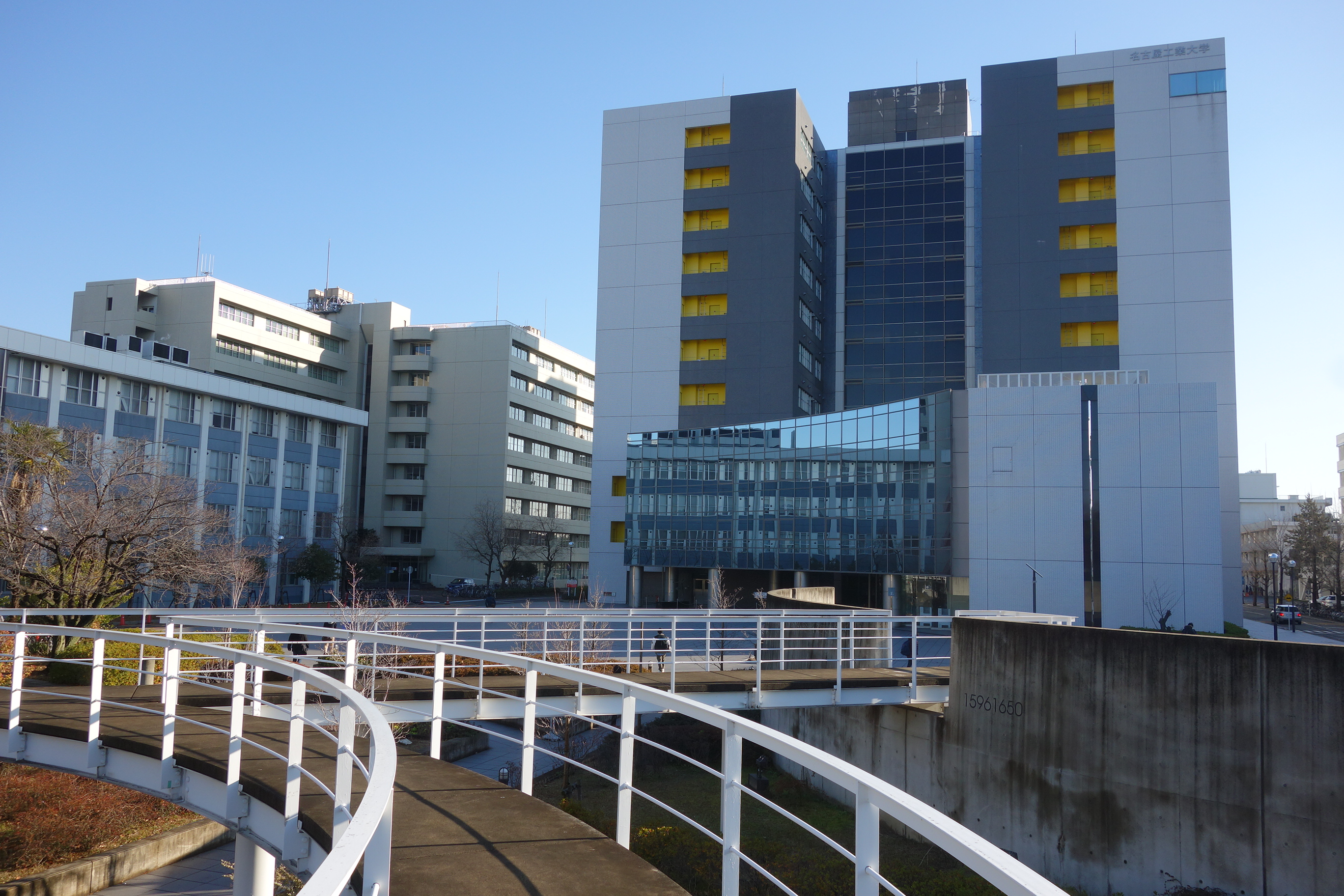
名古屋工業大学

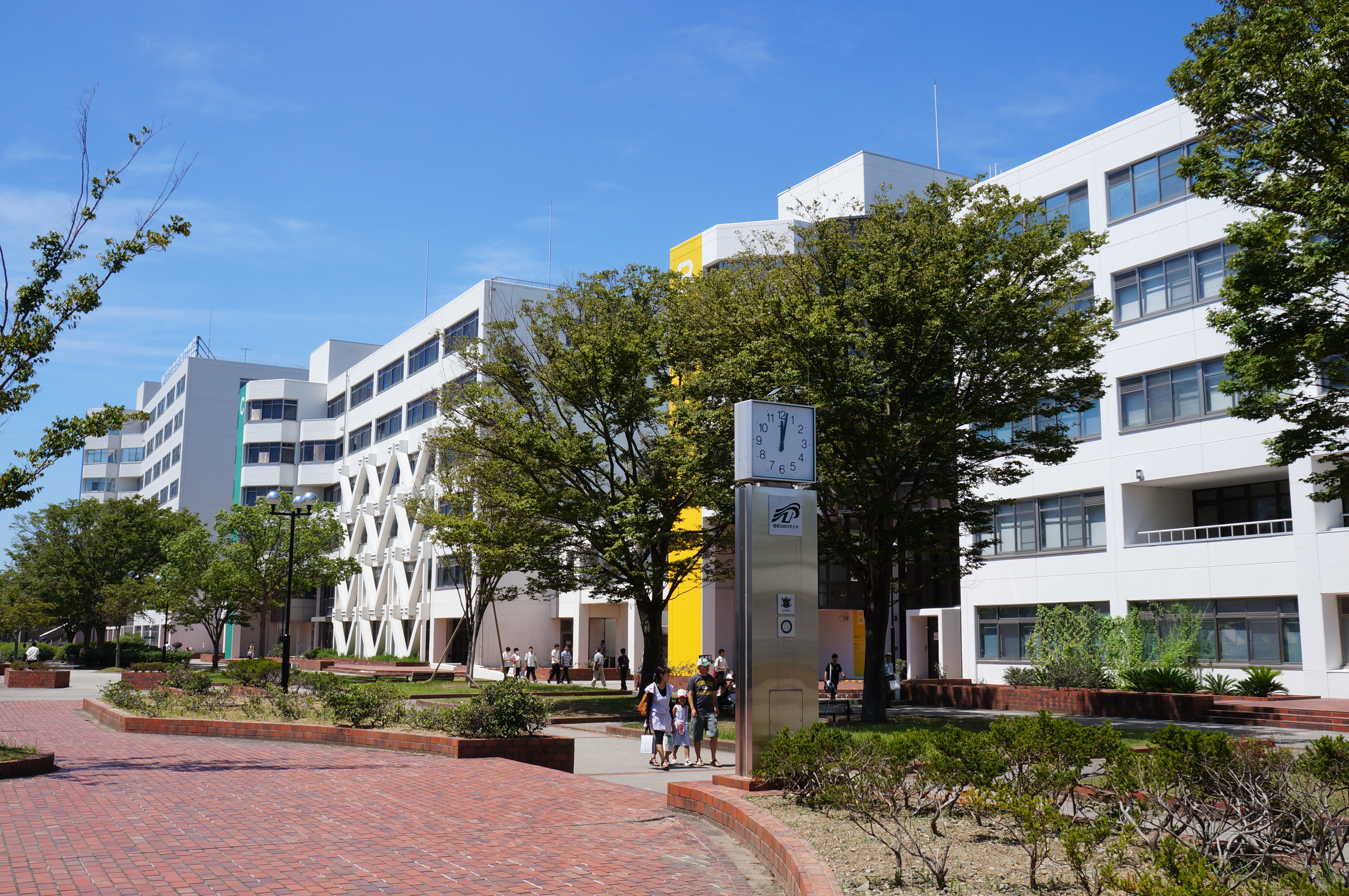
豊橋技術科学大学

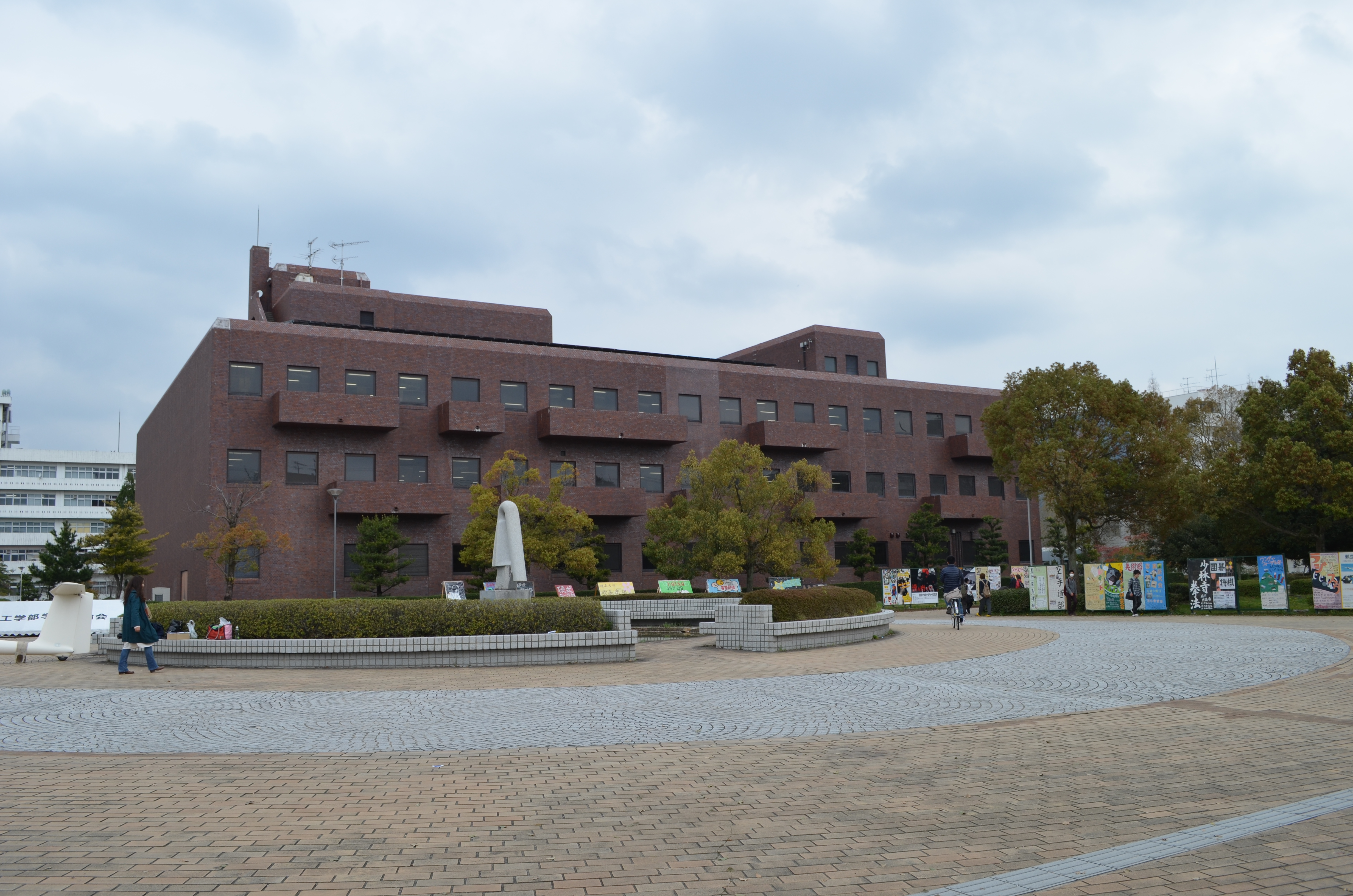
岐阜大学

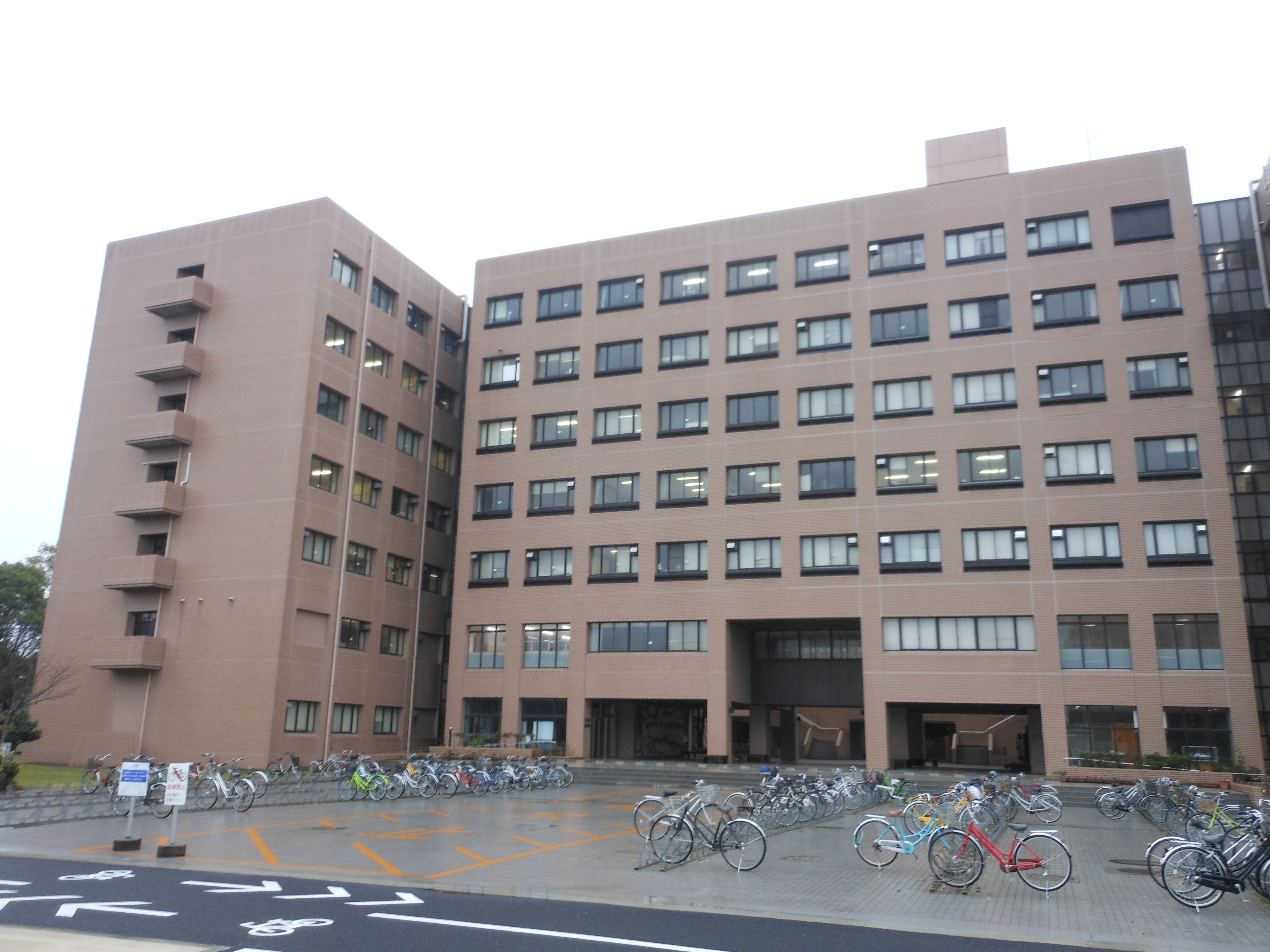
三重大学

グレーター・ナゴヤには世界をリードする先端技術を研究する数多くの大学や研究機関が集積し、さまざまな先端的な研究に取り組んでいる。
これらの研究活動においては、企業との協同研究が積極的に推進され、新技術の開発や、新産業の創出を実現している。

### 理系大学
愛知県
- 名古屋大学
- 名古屋工業大学
- 豊橋技術科学大学
- 愛知県立大学
- 愛知県立芸術大学
- 名古屋市立大学
- 愛知学院大学
- 愛知医科大学
- 愛知工業大学
- 愛知工科大学
- 愛知産業大学
- 金城学院大学
- 大同大学
- 中京大学
- 中部大学
- 豊田工業大学
- 豊橋創造大学
- 名古屋学芸大学
- 名古屋芸術大学
- 名古屋造形大学
- 名古屋文理大学
- 日本福祉大学
- 藤田医科大学
- 愛知県立大学
- 名城大学

岐阜県
- 岐阜大学
- 岐阜県立看護大学
- 岐阜医療科学大学
- 岐阜薬科大学

三重県
- 三重大学
- 三重県立看護大学
- 鈴鹿医療科学大学
- 四日市看護医療大学

### 高等専門学校
愛知県
- 豊田工業高等専門学校

岐阜県
- 岐阜工業高等専門学校

三重県
- 鈴鹿工業高等専門学校
- 鳥羽商船高等専門学校
- 近畿大学工業高等専門学校

## 交通

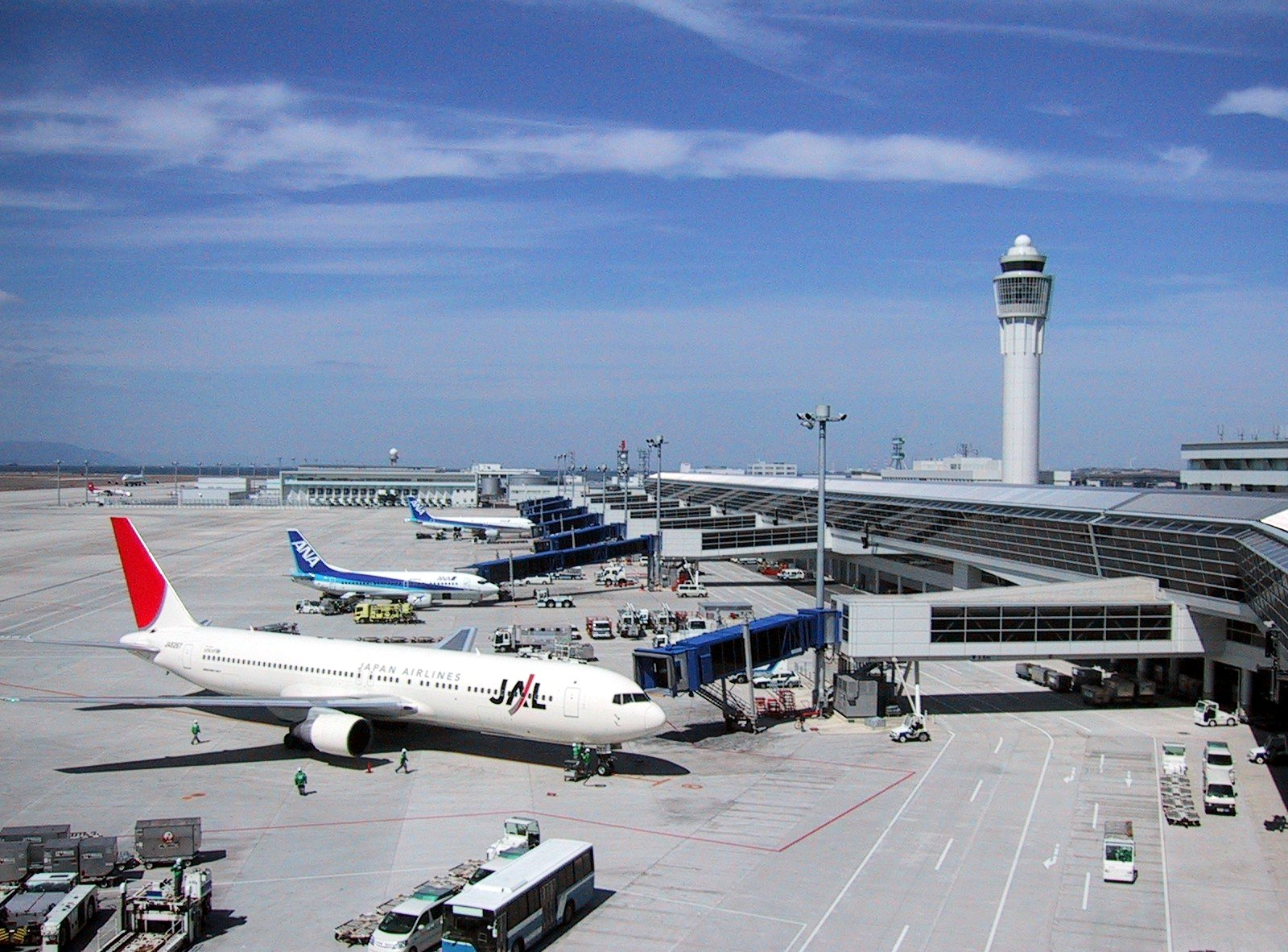
中部国際空港（セントレア）

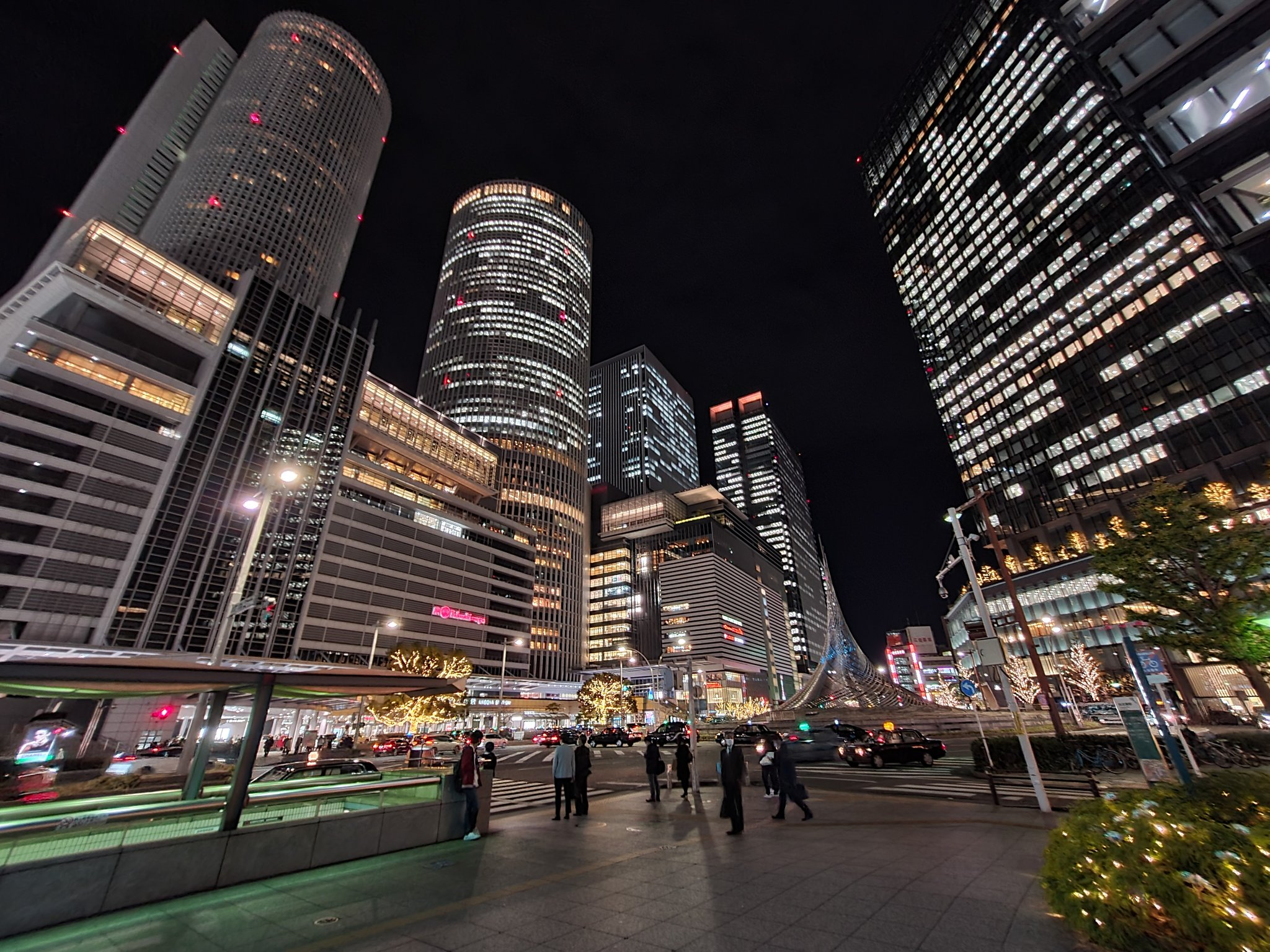
名古屋駅

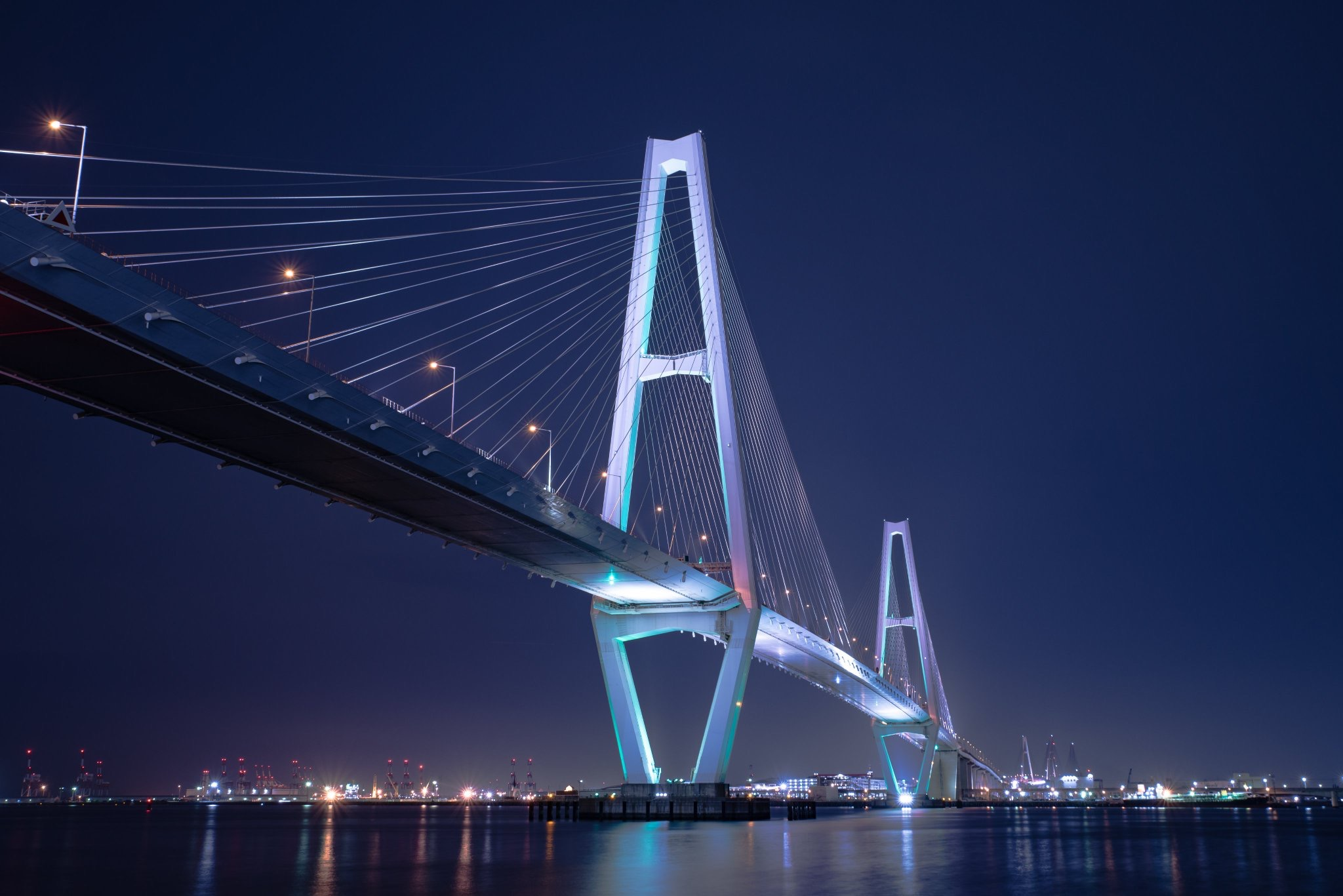
伊勢湾岸自動車道（名港トリトンブリッジ）

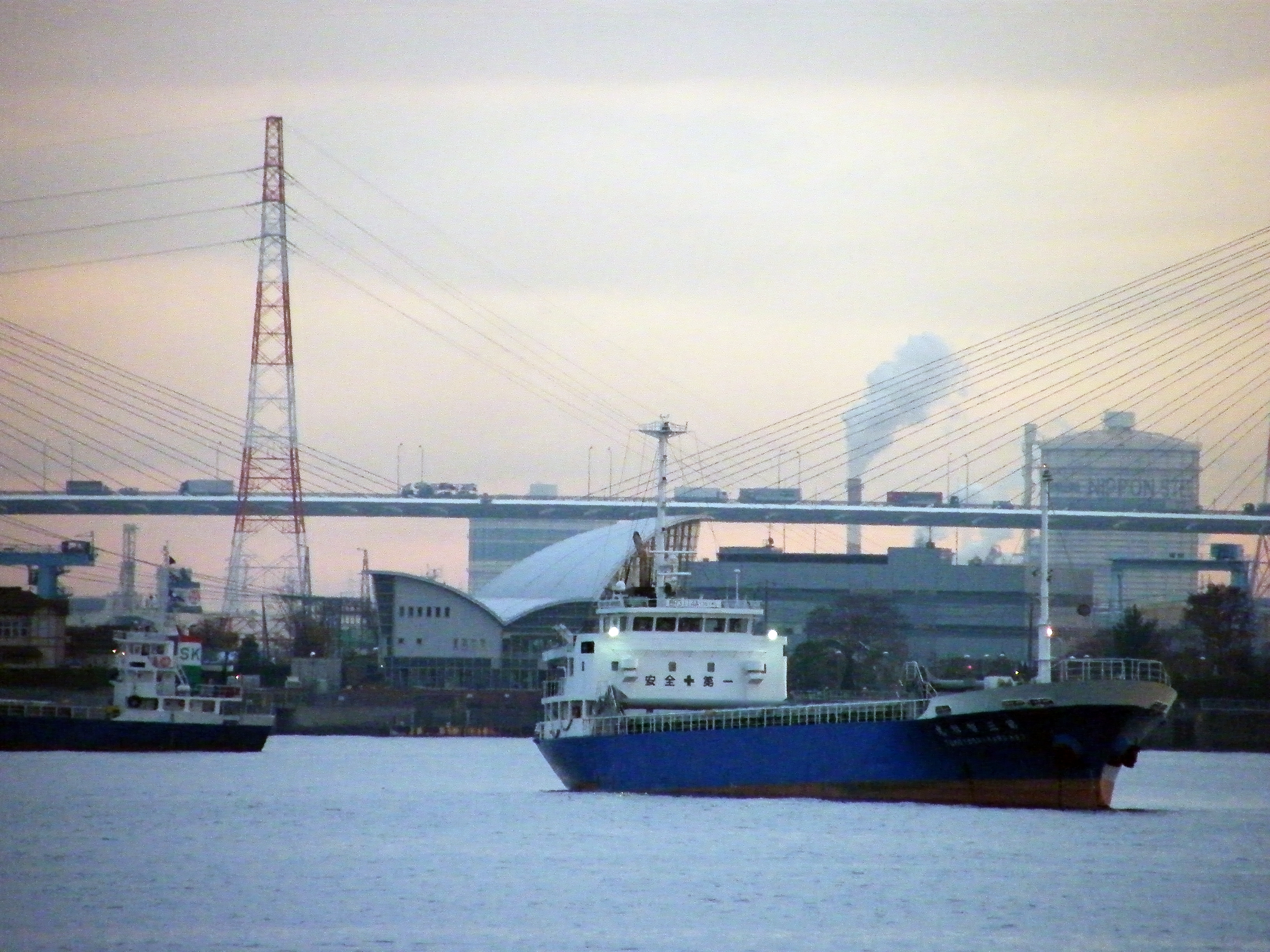
名古屋港

### 空路
グレーター・ナゴヤは世界主要都市へのアクセス利便性が高く、グローバル展開を見据えたビジネスに適したロケーションとなっている。
南郊の常滑市にある中部国際空港（セントレア）は、2019年時点で国際線約40都市、国内線約20都市と日本でもトップクラスの国際空港である。
また、国内線にやビジネス機を含む小型機に特化した名古屋空港を北郊の豊山町中心とした地域に有している。

#### 空港
- 中部国際空港
- 名古屋空港

### 陸路
グレーター・ナゴヤは日本の真ん中に位置し、関東圏、関西圏へのアクセスが容易である。東海道新幹線を利用すると、大阪まではおよそ50分、東京までは1時間40分で移動が可能。
リニア中央新幹線の開通により、東京までは約40分でアクセスが可能となる。
また、アジアハイウェイ1号線の東名高速道路･名神高速道路や日本の大動脈である伊勢湾岸自動車道などが整備されている。

#### 鉄道
新幹線
- 東海道新幹線
- 中央新幹線

#### 高速道路
- 東名高速道路
- 名神高速道路
- 新東名高速道路
- 新名神高速道路
- 伊勢湾岸自動車道
- 東海北陸自動車道

### 海路
グレーター・ナゴヤは、優れた港湾環境を有しており、日本と世界を結ぶ物流拠点となっている。
世界約170の国と地域を結ぶ名古屋港は、総取扱貨物量や貿易額において国内最大級の貿易港である。

#### 港湾
- 名古屋港
- 三河港
- 衣浦港

## 画像集

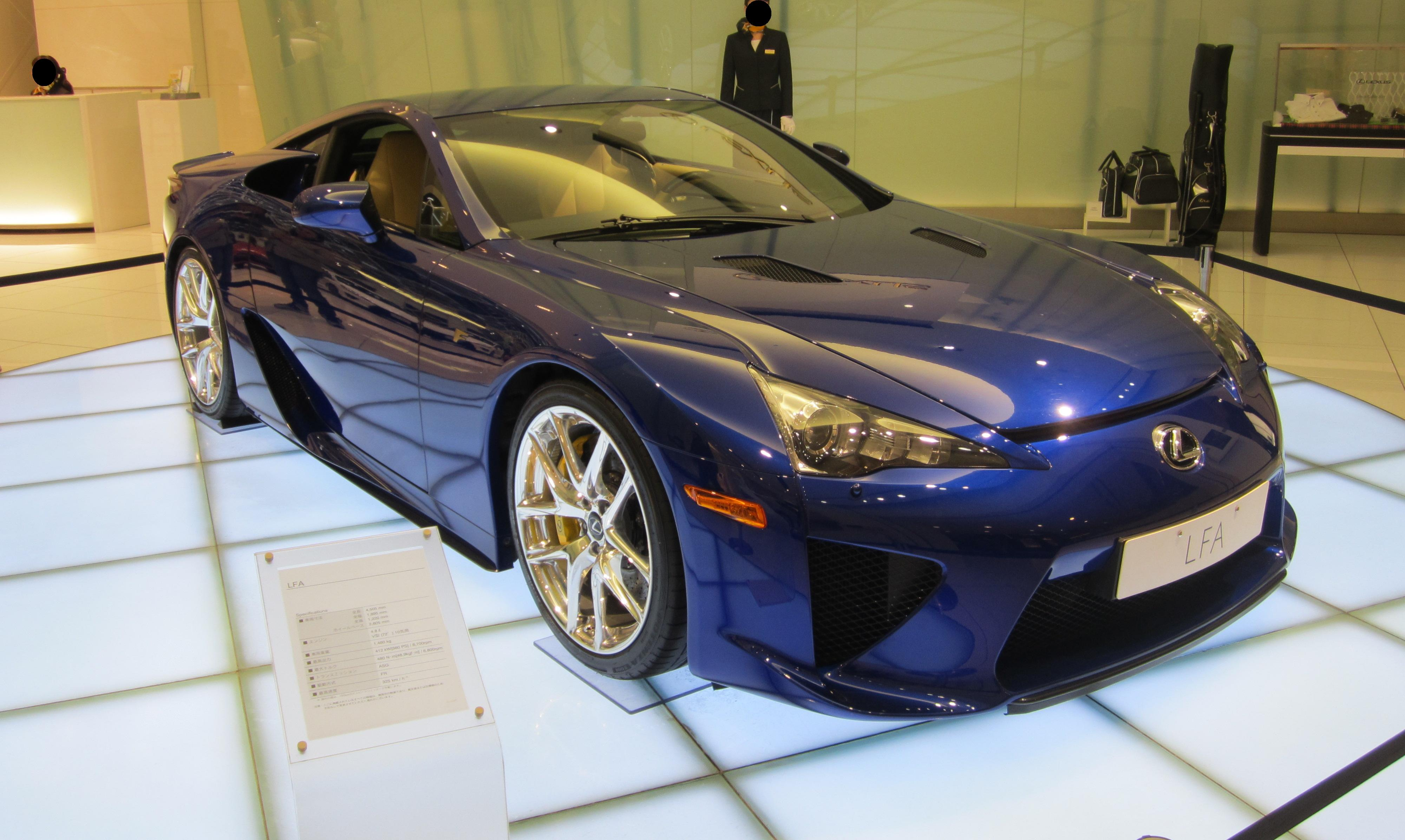
ミッドランドスクエアにあるレクサス
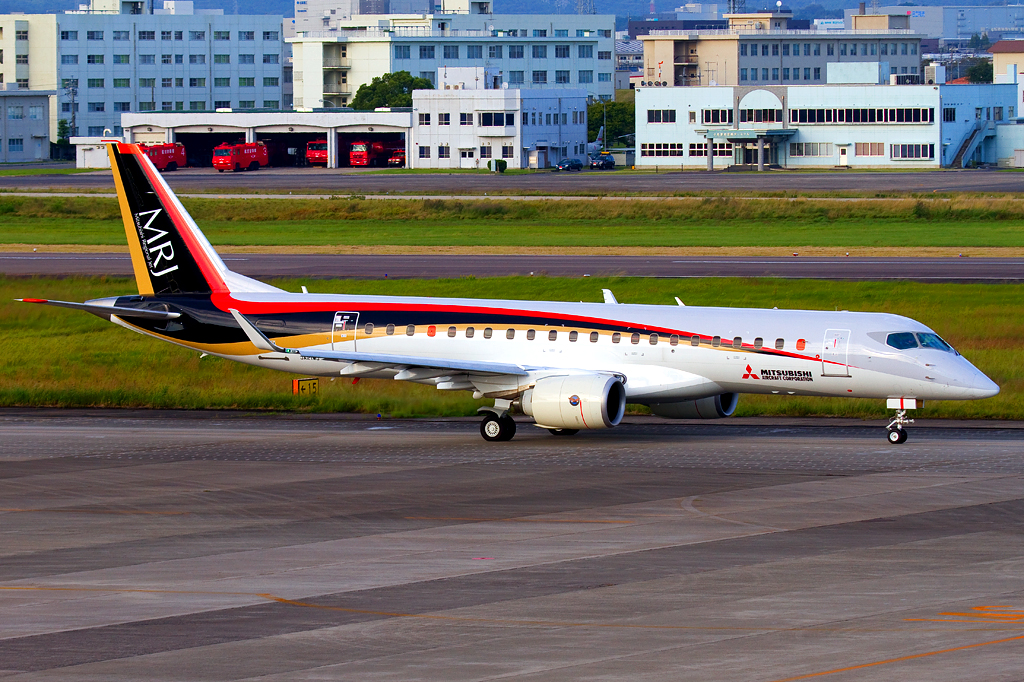
名古屋空港にある三菱スペースジェット
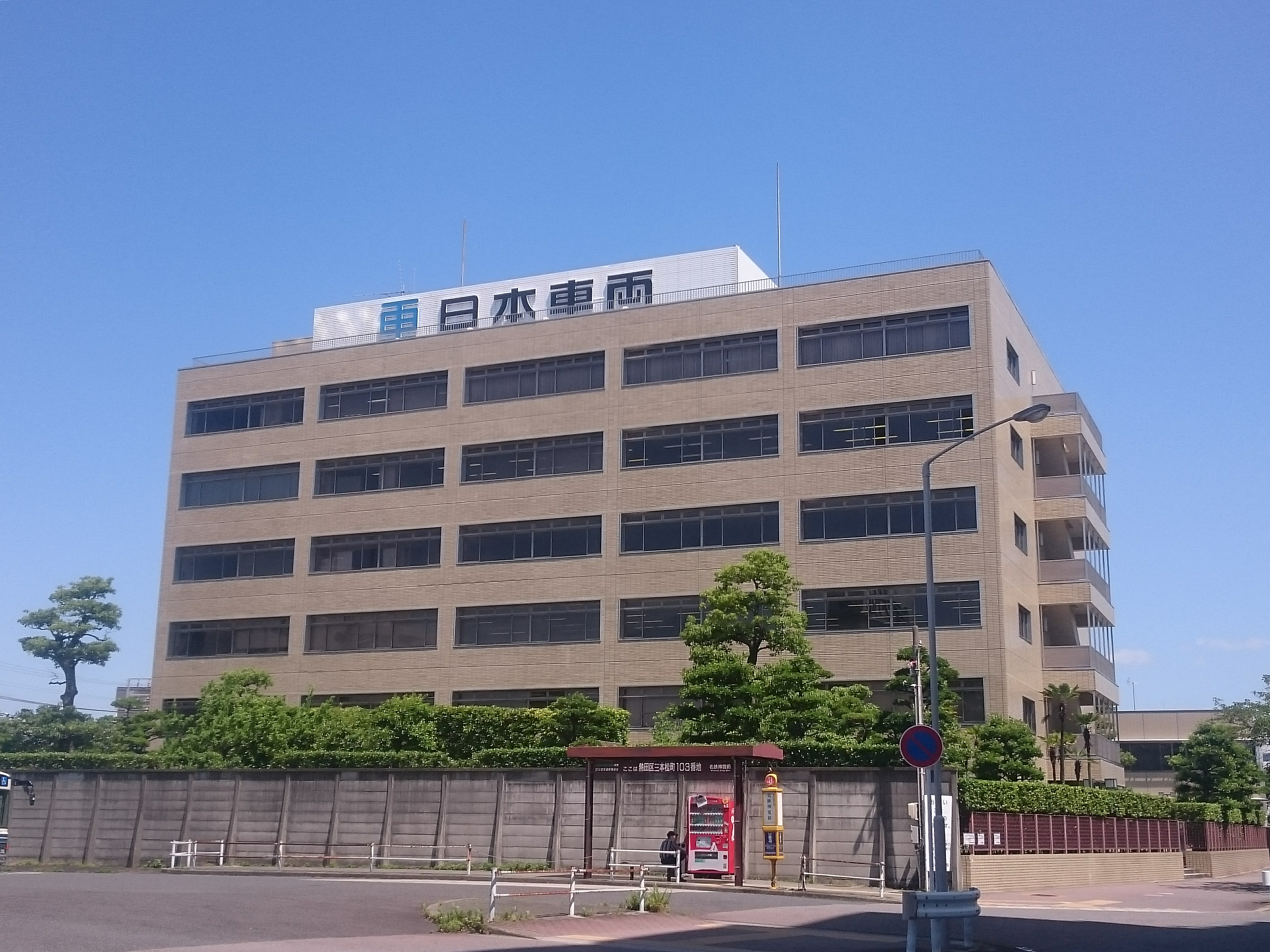
日本車輌製造
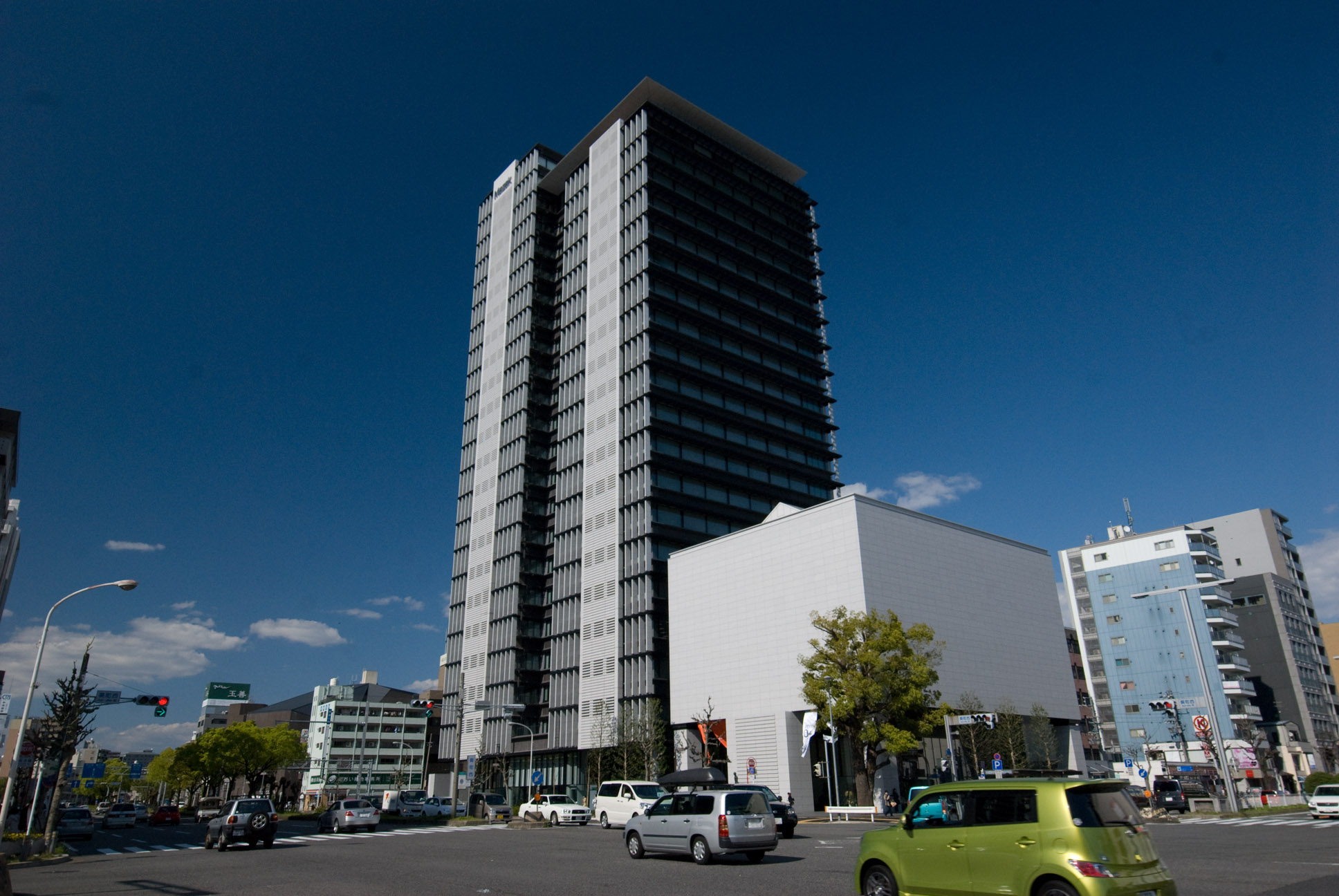
ヤマザキマザック
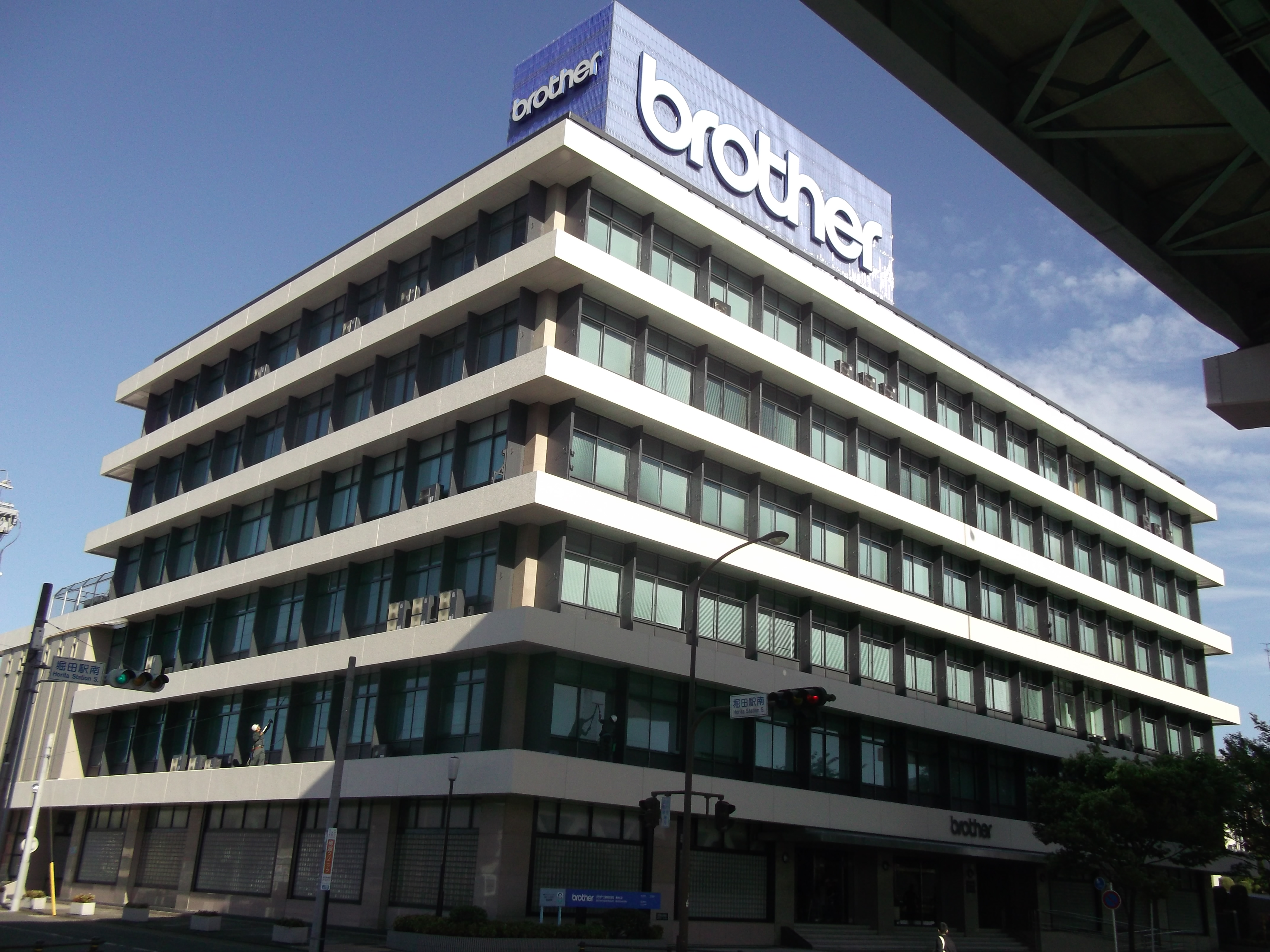
ブラザー工業
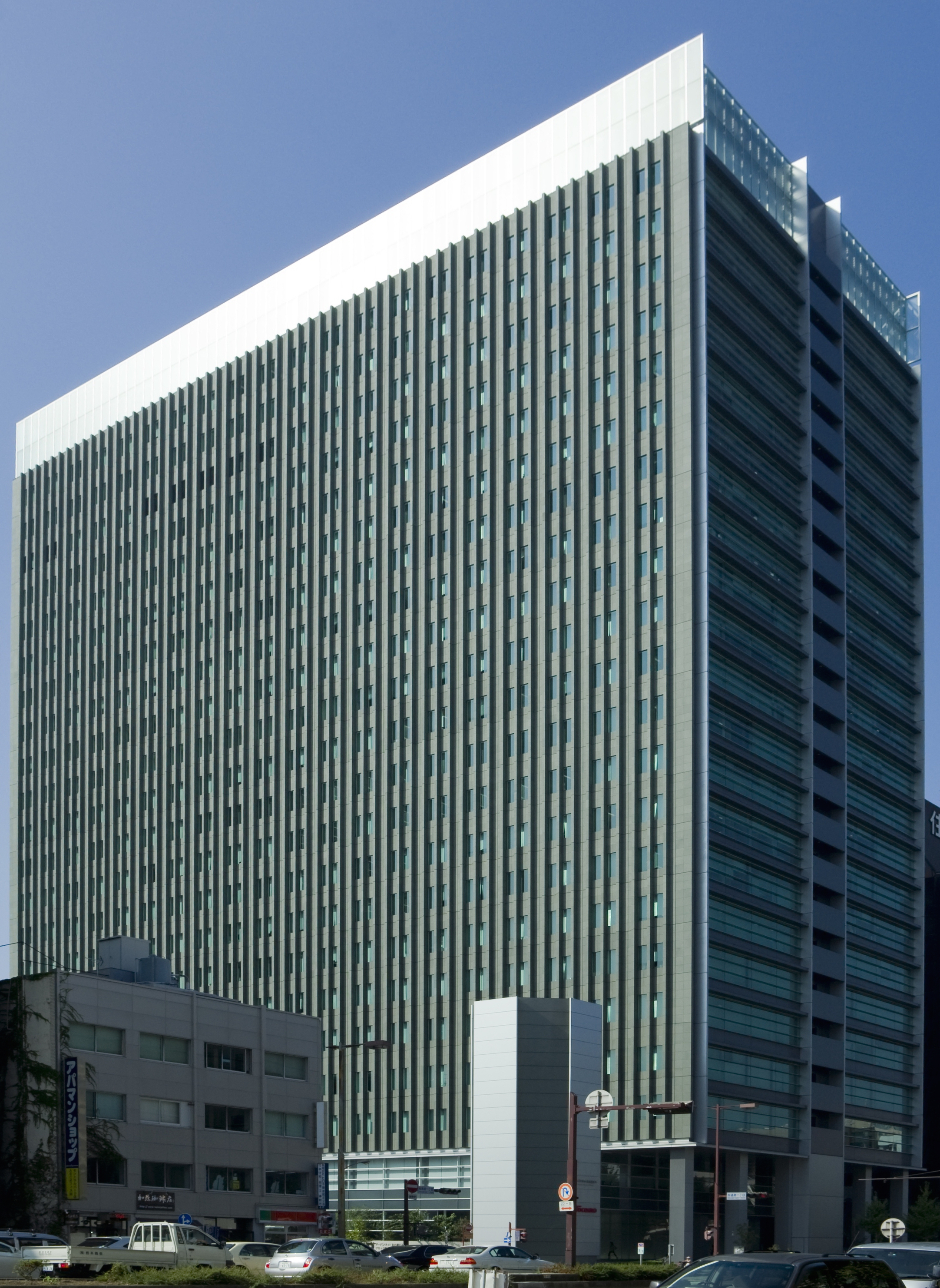
大同特殊鋼
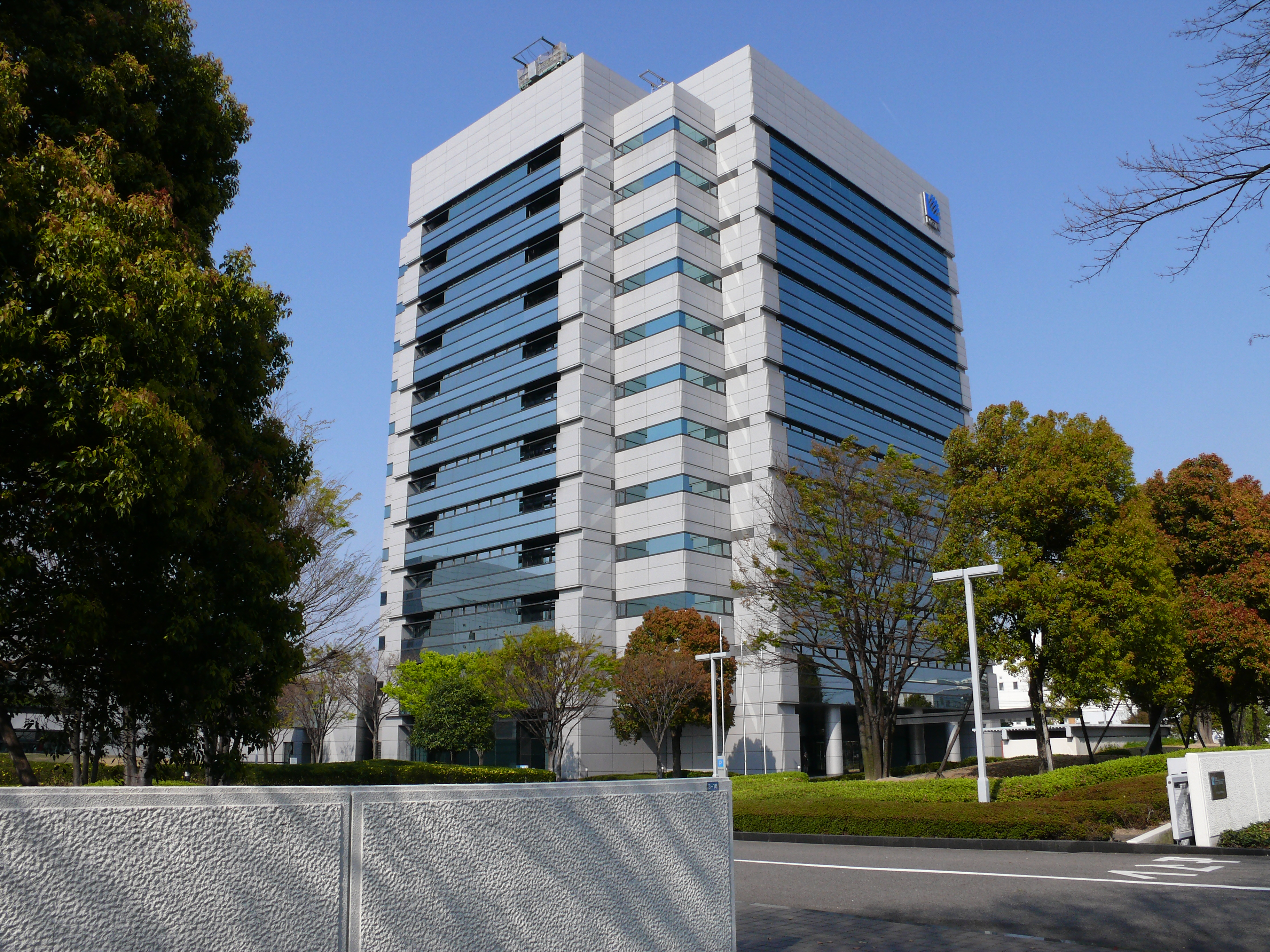
日本碍子
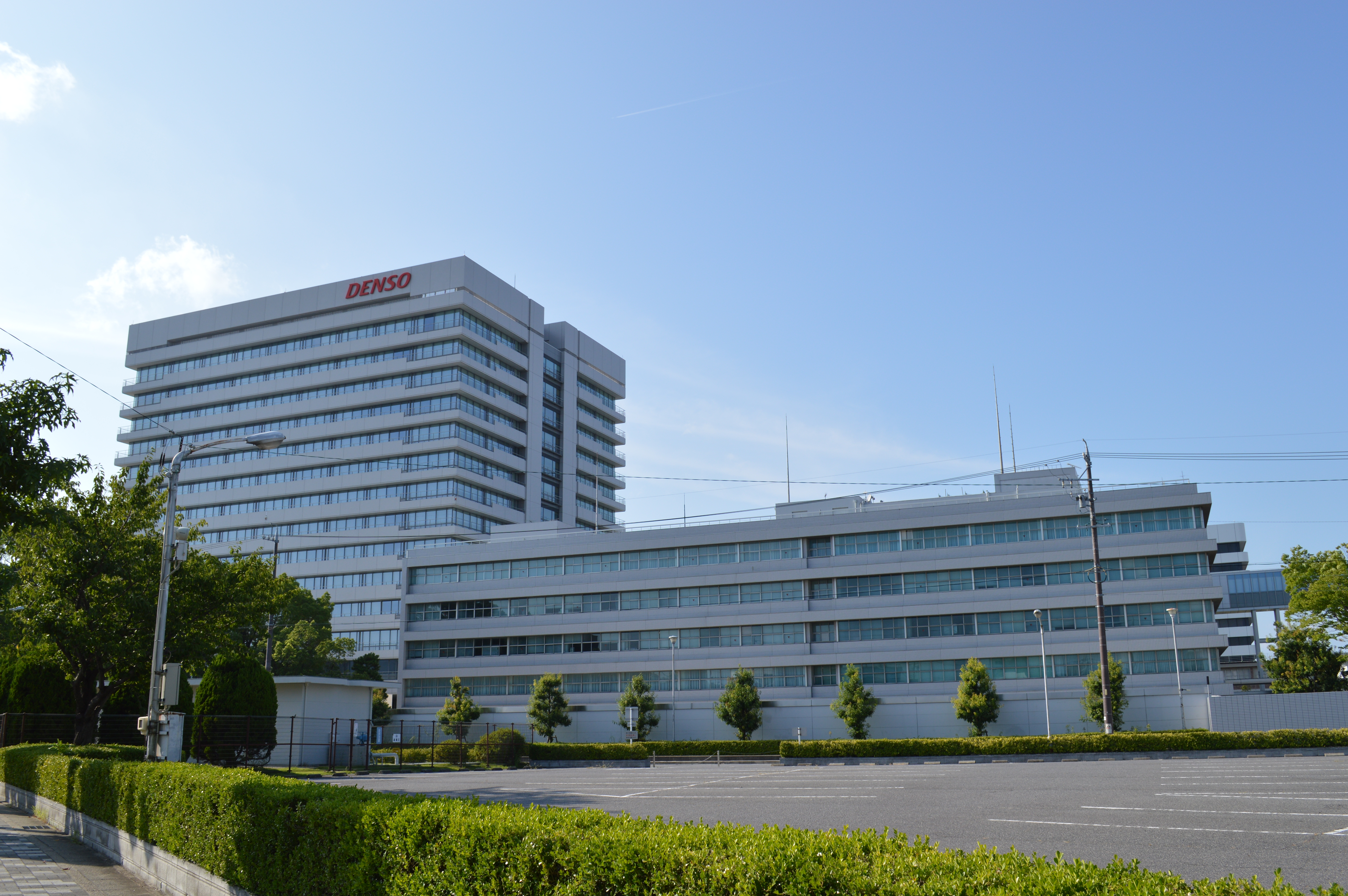
デンソー
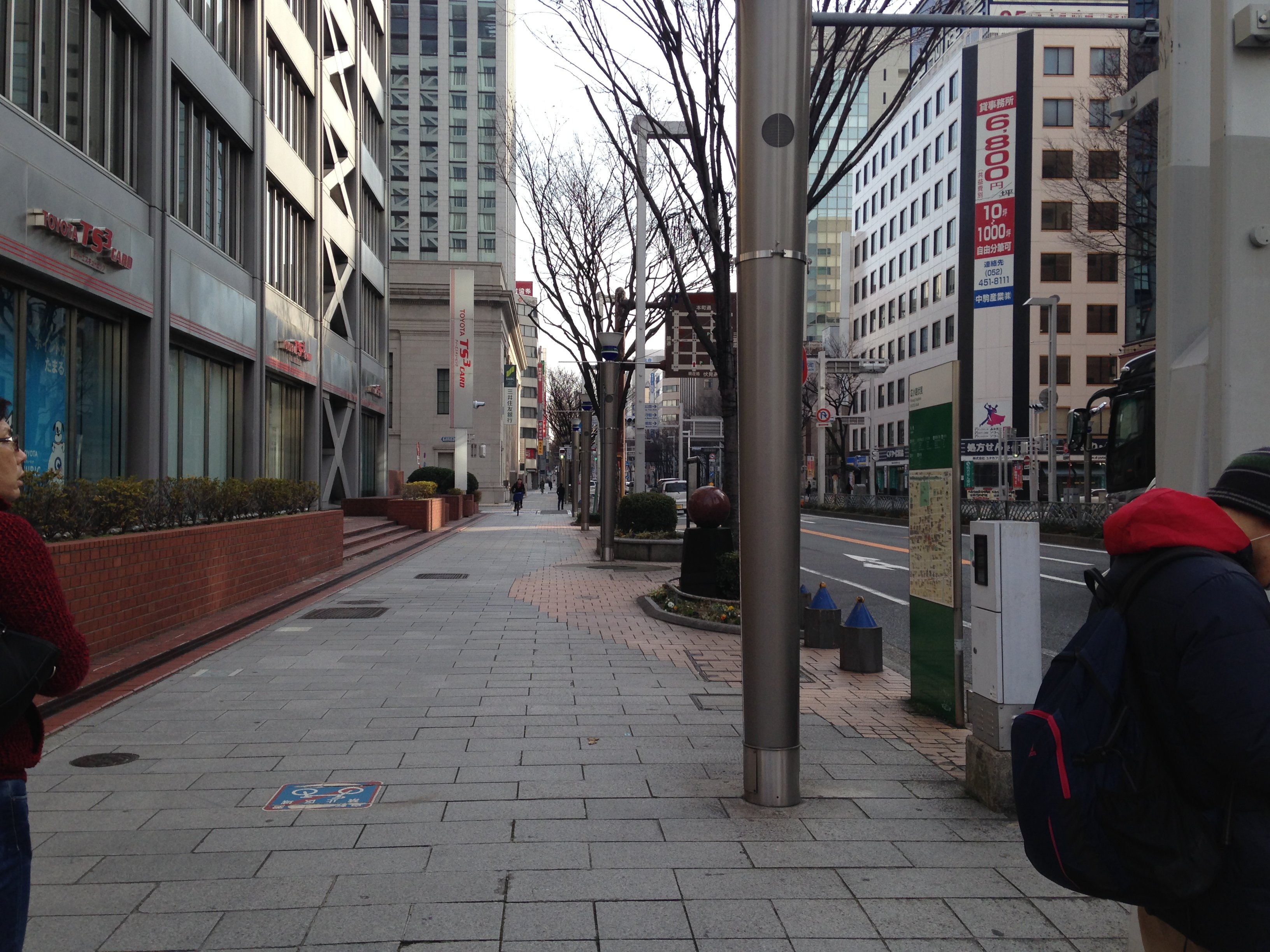
伏見の金融街
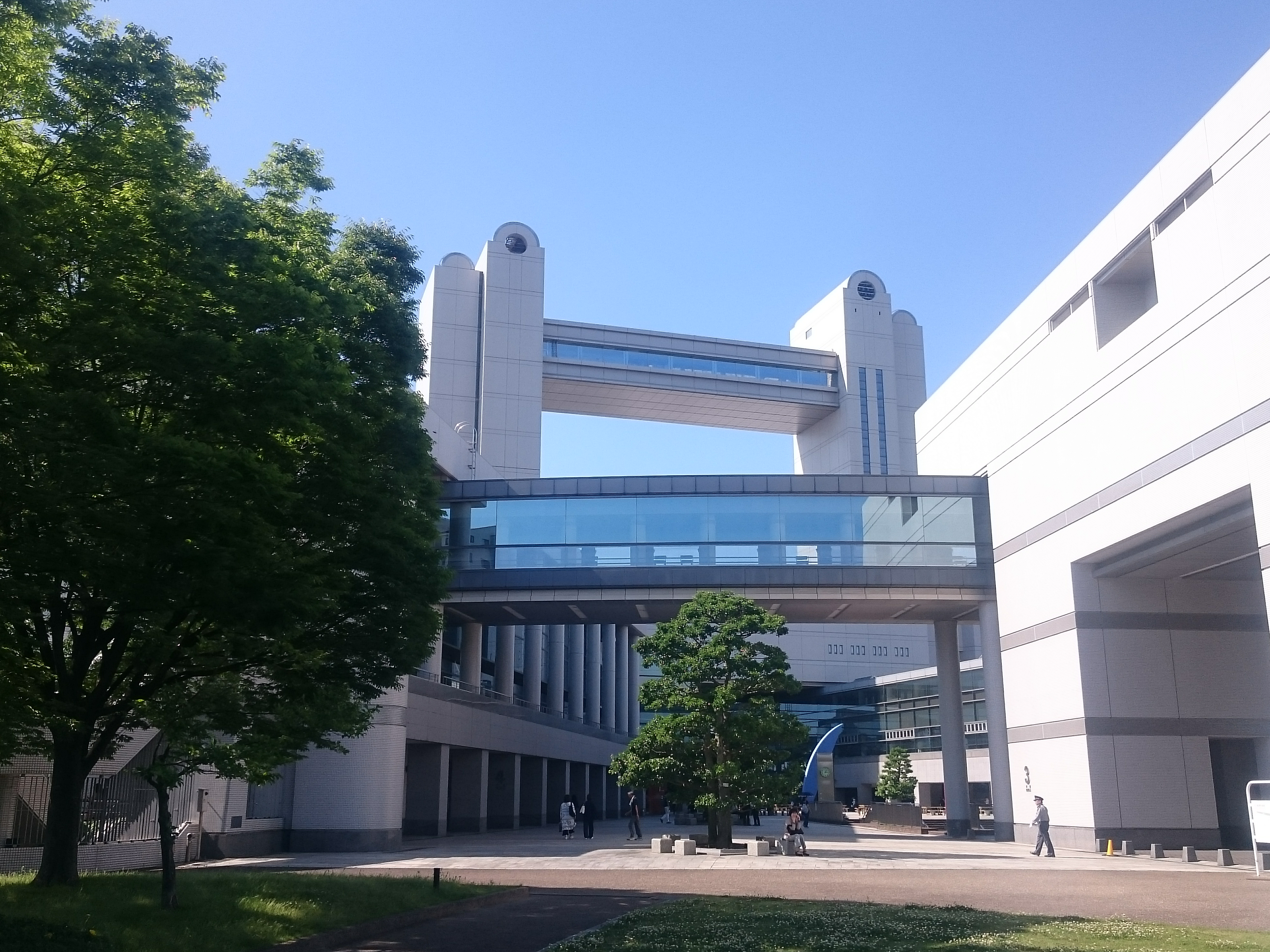
名古屋国際会議場